# Jaderná elektrárna Darchovin
Jaderná elektrárna Darchovin (persky نیروگاه هسته ای دارخوین‎) je plánovaná jaderná elektrárna v Íránu. Nacházet se má v provincii Chúzistán. Má se stát druhou jadernou elektrárnou v zemi po elektrárně Búšehr. Její plánování započalo již v 70. letech, ale Islámská revoluce znemožnila realizaci projektu, protože v roce francouzské firmy, které se měly na výstavbě podílet se stáhly z Íránu.

## Historie a technické informace

### Francouzský projekt ze 70. let
Na počátku 70. let hledala Persie dlouhodobé řešení, jak ušetřit více ropy a jiných fosilních paliv ve prospěch exportu a rozhodla se pro jadernou energii. Zatímco pro první jadernou elektrárnu u Búšehru byla vybrána západoněmecká firma Kraftwerk Union AG, pro druhou elektrárnu, plánovanou v oblasti Ahvázu, byla v rámci íránsko-francouzské spolupráce oslovena Francie, která tam zamýšlela postavit dva 900 MW reaktory. V roce 1975 byly smluvní podepsány. Školení personálu nemělo probíhat ve Francii, ale přímo v Íránu. Japonská společnost zahájila práce na zařízení na odsolování vody přímo u projektované elektrárny. Náklady na celou jadernou elektrárnu byly dvě miliardy dolarů. Výstavba elektrárny byla silně kritizována Spojenými státy americkými a Německo i Francie byly varovány, aby odstoupily od dalších projektů. Přesto v roce 1977 obdržela Kraftwerk Union AG objednávku na čtyři další jaderné elektrárny v Íránu.
Poté, co byly všechny pracovní kroky odloženy o dva roky, podepsala Íránská agentura pro atomovou energii v roce 1977 smlouvu na získání obou reaktorů s francouzským konsorciem sestávajícím ze společností Framatome, Alstom Atlantique a Spies Batignolles. Osmitisícistránková zpráva o konečném uzavření smlouvy měla být podepsána během příštích šesti týdnů. Krátce na to měly začít první práce v lokalitě Darchovin. První blok měl být připojen k síti v roce 1983. Došlo však ke zpoždění ve zřizování úvěru. V roce 1977 bylo plánováno splatit část dluhu ropou. O něco později však byla poskytnuta dvoumiliardová půjčka na elektrárnu, takže tato dohoda byla pro Francii zbytečná.
Po Islámské revoluci v roce 1979 se firmy z Íránu stáhly a projekt tak zanikl. Již vyrobené komponenty byly využity v 5. a 6. bloku jaderné elektrárny Gravelines ve Francii. Aby Írán nemusel půjčku splácet, vláda prodala ocelárnu v Ahwazu, která byla potřeba pro výstavbu nových jaderných elektráren Francii, aby zde mohly být vyráběny karosérie pro automobily.

### Čínský projekt z 90. let
V roce 1993 čínský velvyslanec Hua Liming vyjednal výstavbu jaderné elektrárny o výkonu 300 MW jižně od Ahvázu poblíž Darchovinu. Krátce poté byla uzavřena dohoda o výstavbě dvou jaderných reaktorů v Darkhovainu. Bylo také rozhodnuto o vývozu výzkumného reaktoru o výkonu 30 MW do Íránu. Čína obdržela počáteční platby a provedla na místě seismické průzkumy. Dva bloky typu CNP-300 podle modelu jaderné elektrárny Čchin-šan měly stát podle plánů z roku 1996 mezi 800 a 900 miliony dolary. V bloku v Čchin-šanu se však v té době vyskytly technické problémy a proto docházelo k neshodám mezi Čínou a Íránem, zvláště když reaktor pocházel z Japonska a čerpadla z Německa. Ani Japonsko, ani Německo by Íránu ochotně neposkytly zařízení pro jadernou elektrárnu. Krátce nato byl však tlak USA na Čínu tak velký, že dohoda nemohla být splněna a objednávka byla proto zrušena.

### Vlastní Íránský projekt
V roce 2007 Írán oznámil plány na vývoj a stavbu vlastní jaderné elektrárny. Výkon reaktoru by měl být 360 MW. Írán již uvedl do provozu výzkumný reaktor o výkonu 30 MW. Výstavba byla naplánovaná na červen 2015, ale nezačala, protože projekt byl stále ve vývoji. Írán oznámil, že 3. prosince 2022 začaly první práce na jaderné elektrárně a budoucí výstavba má trvat 8 let. Cena elektrárny by měla být 2 miliardy dolarů a v plném rozsahu bude mít až 2000 MW.

## Informace o reaktorech
| Reaktor     | Typ reaktoru | Výkon  | Výkon  | Zahájení výstavby | Připojení k síti | Uvedení do provozu | Uzavření |
| Reaktor     | Typ reaktoru | Čistý  | Hrubý  | Zahájení výstavby | Připojení k síti | Uvedení do provozu | Uzavření |
| ----------- | ------------ | ------ | ------ | ----------------- | ---------------- | ------------------ | -------- |
| Darchovin-1 | IR-360       | 330 MW | 360 MW | 2024              |                  |                    |          |